# Monsonia deserticola
Monsonia deserticola là một loài thực vật có hoa trong họ Mỏ hạc. Loài này được Dinter Ex Knuth mô tả khoa học đầu tiên.